# Vicent Peset i Cervera
Vicent Peset i Cervera   (8 d'abril de 1855 - 21 de març de 1945), va ser un metge, terapeuta farmacòleg, químic i microbiòleg valencià, destacat en alimentació i anàlisi química.
Nascut del matrimoni entre Francesca de Paula Cervera i Villanueva i el reconegut clínic Joan Baptista Peset i Vidal, va pertànyer a la nissaga de metges i científics, que va començar el seu avi Marià Peset i Martínez de la Raga, i a la que també pertanyen el seu germà Tomàs, son pare, o son tio Vicent Peset i Vidal, així com el prestigiós Joan Baptista Peset i Aleixandre, fill del mateix Peset i Cervera.
Va ser professor del laboratori de València, del de Madrid, i catedràtic de terapèutica de la facultat de València; fou un especialista en anàlisi de mostres i experimentació. Fou soci i president de l'Institut Mèdic Valencià (1899-1902), acadèmic de la Facultat de Medicina, i un escriptor prolífic i respectat.
Peset i Cervera després de realitzar el batxillerat a l'Institut de Segon Ensenyament de València, va estudiar medicina i ciències fisicoquímiques a la Universitat de València i va obtindre la llicenciatura en medicina i cirurgia el 1874; un any més tard, el 1875 es va doctorar en medicina, i quatre anys més tard, el 1879 es va doctorar en ciències fisicoquímiques a Madrid.
A la seua carrera, va estar influït per dos de les figures més significatives a l'àmbit del ressorgiment científic valencià a les darreries del segle XIX: Rafael Cisternas i Fontseré, cultivador de la biologia i la botànica, i Josep Monserrat i Riutort, un dels introductors de la química experimental a València, i qui més tard seria degà i rector. Al laboratori de Monserrat va aprendre les tècniques de treball experimental i es va interessar en la química i concretament a la aplicada a la medicina. El 1877 juntament amb Pau Colvée, va impartir al laboratori del seu mestre Monserrat i Riutort un dels primers cursos de microbiologia que es van realitzar a l'estat.
El 1881 es va crear el laboratori municipal de València, per lluitar contra els fraus alimentaris —fraus preocupants tant a nivell comercial com de salubritat pública—, i Peset i Cervera va obtindre la plaça de professor de Química del Laboratori Municipal. València i d'altres ciutats europees com tals com Brussel·les, París, Barcelona i Madrid, entre d'altres, començaren o reprengueren l'anàlisi qualitatiu dels aliments, no des de l'organolèptica sinó més be des de l'anàlisi química. La figura de Peset i Cervera fou clau en aquest sentit a València ciutat i el seu entorn. En aquests anys es va integrar a la redacció de La Crònica Mèdica, publicació important per la qualitat de les contribucions i per la difusió d'articles estrangers.
A la darrera epidèmia important de còlera a València, ressenyable per haver-hi estat la primera volta en que es feu servir al món la vacuna anticolèrica de Jaume Ferran. Vicent Peset amb Pau Colvée entre d'altres, i encapçalats per Amalio Gimeno y Cabañas, catedràtic de Terapèutica promogueren l'ús de la vacuna.
El 1888 va deixar el laboratori municipal, i en va crear un de familiar on hi col·laboraren els seus fills Joan Baptista i Tomàs, entre d'altres. El laboratori va funcionar una trentena d'any, període en el que feren més de 60000 anàlisi clíniques. El prestigi del laboratori feu que arribarà a tindre preferència sobre el laboratori municipal en causes judicials. Peset i Cervera havia assolit gran projecció local con a autoritat en diverses matèries, i el prestigi obtingut a l'àmbit alimentari no es va esvair en deixar la plaça de químic municipal, és més la seua activitat científica en àrees tan diverses con la de tecnologia dels aliments, farmàcia, nutrició o agricultura entre d'altres. La seua influència va sobrepassar els límits valencians, i va ser molt actiu tant en la divulgació com en la investigació en un àmbit d'abast estatal. El 1925, en complir el seu setantè aniversari, va arribar la jubilació forçosa de Peset i Cervera, i va rebre un calorós homenatge per part dels seus companys de claustre i dels seus alumnes; va romandre actiu intel·lectualment fins a la seva mort, amb obres més o menys polítiques o científiques i aportacions diverses tant a títol individual com en coautoria amb el seu fill Joan Baptista, Peset Cervera. Va morir el 1945, quatre anys després que el seu fill Joan Baptista fos executat al cementeri de Paterna, víctima de la repressió franquista.

## Investigacions[4]
Entre les seves investigacions cal esmentar:
- Pioner a l'aplicació dels raigs X per demostrar alteracions en medicaments[5]
- Mètode per a la depuració d'oli de cacauet
- Manera d'obtenir fibra tèxtil de l'espart
- Determinació de la puresa d'opiacis
- Diagnòstic de la diabetis mesurant Saccharomyces
- Investigació sobre subsòl, fang, i pols atmosfèrica
- Procediments per anàlisi d'orina, aigües i tàrtars
- Acció antisèptica del bromol

## Publicacions
- Peset i Cervera, Vicent «Bromuro de alcanfor». Butlletí de l'Institut Mèdic Valencià. Institut Mèdic Valencià, vol. 14, 1875-76, pàg. 178-180.
- Peset i Cervera, Vicent «Teoría de la acción fisiológica de la acetona». Butlletí de l'Institut Mèdic Valencià. Institut Mèdic Valencià, vol. 14, 1875-76, pàg. 257-266.
- Peset i Cervera, Vicent «Más sobre el ácido salicílico». Butlletí de l'Institut Mèdic Valencià. Institut Mèdic Valencià, vol 14, 1875-76, pàg. 407-412.
- Peset i Cervera, Vicent «De la experimentación toxicológica en los animales vivos». Butlletí de l'Institut Mèdic Valencià. Institut Mèdic Valencià, vol 15, 1877-78, pàg. 420-428.
- Peset i Cervera, Vicent «Efectos del vanadio». Butlletí de l'Institut Mèdic Valencià. Institut Mèdic Valencià, vol. 15, 1878, pàg. 464-471.
- Peset i Cervera, Vicent. Impremta de Ferrer d'Orga. La fermentación en Fisiología y Patología, 1880.[b]
- Peset i Cervera, Vicent «La intoxicación iodofórmica». Butlletí de l'Institut Mèdic Valencià. Institut Mèdic Valencià, vol. 16, 1880, pàg. 384-385.
- Peset i Cervera, Vicent. Impremta de Joan Guix. Proyecto de un laboratorio de higiene pública y de salubridad municipal, 1881.
- Peset i Cervera, Vicent. Imprempta de Ferrer d'Orga. Discurso leído en la sesión inaugural del Instituto Médico Valenciano el día 31 de Marzo de 1882… [Los mártires de la ciencia], 1882.
- Peset i Cervera, Vicent «Aplicaciones médicas del micrófono». La Crònica Mèdica [València], vol. 5, 1882, pàg. 740-743.
- Peset i Cervera, Vicent. Imprempta de E. Teodoro. La fuerza eléctrica. Resumen de electricidad moderna aplicada a la Medicina..., 1882.
- Peset i Cervera, Vicent «Valor relativo de las sustancias antisépticas». La Crónica Médica [València], vol. 7, 1883, pàg. 289-295.
- Peset i Cervera, Vicent «Nuevas hipótesis sobre la glucosuria». La Crónica Médica [València], vol. 6, 1883, pàg. 491-495.
- Peset i Cervera, Vicent. Impremta Manuel Alufre. La miseria: sus causas y remedios. Discurso leído en el 8 aniversario del Ateneo Casino Obrero, 14 Dec 1884.
- Peset i Cervera, Vicent. Impremta i Llibreria de Ramón Ortega. Los habitantes del aire de Valencia. (Noticia de algunos experimentos realizados en 1882-85). Discurso leído... al ingresar de académico en la Real de Medicina y Cirugía de esta ciudad... Valencia, 1885.
- Peset i Cervera, Vicent. Impremta de Nicasio Rius Monfort. Analisis de las aguas minero-medicinales de la Fuente Segura (Benasal), 1887.
- Peset i Cervera, Vicent. Pasado, presente y porvenir de las farmacopeas: discurso leído en la sesión inaugural de la Academia de Medicina de Valencia, 27 gen 1889 (Biblioteca de la Medicina Práctica).
- Peset i Cervera, Vicent. Impremta Ferrer de Orga. El Doctor D. José Monserrat y Riutort. Discurso apologético leído ante el Instituto Médico Valenciano, 1891.
- Peset i Cervera, Vicent «La espermina». La Crónica Médica, vol. 16, 1893, pàg. 209-213.
- Peset i Cervera, Vicent. Imprempta Frederic Doménech. Curso elemental de Terapéutica, materia médica y arte de recetar con nociones de hidrología médica. 2 vols, 1894.
- Peset i Cervera, Vicent. Impremta Frederic Doménech. Solución al problema de las aguas potables, 1894, p. 343-348 (Primer Congres Mèdic-farmacèutic regional).
- Peset i Cervera, Vicent «Reforma de la materia médica». La Crónica Médica, vol. 17, 1894, pàg. 11-16.
- Peset i Cervera, Vicent. Impremta de Frederic Doménech. Noticia histórica del catedrático valenciano de materia médica doctor Juan Plaza... sesión apologética, abril 1895.
- Peset i Cervera, Vicent. Impremta de Manuel Alufre. Elogio de Louis Pasteur. Discurso leído en la sesión apologética celebrada en el Instituto Médico Valenciano, 1896.
- Peset i Cervera, Vicent. Impremta de Manuel Alufre. Teoría racional de la infección: discurso pronunciado por el Dr. D. Vicente Peset y Cervera en la sección de Medicina del Instituto Médico Valenciano con motivo de la discusión sobre la difteria, 17 març 1896.
- Peset i Cervera, Vicent. Ricardo Rojas. Adulteraciones de medicamentos demostradas por los Rayos X, 1900.
- Peset i Cervera, Vicent. Imprenta de Antonio López y Cia. Memoria y discurso leídos en la Primera Junta conmemorativa de su fundación el día 9 de Junio de 1900, 1900? (Liga Española contra la Tuberculosis y de socorro á los tísicos pobres. ciutat=Valencia).
- Peset i Cervera, Vicent «Farmacia de antaño». Revista Valenciana de Ciències Mèdiques, vol. 2, 1900, pàg. 106-107.
- Peset i Cervera, Vicent. Reclamación formulada ante el Colegio valenciano de Doctores y licenciados en Filosofía y en Ciencias, 1900.
- Peset i Cervera, Vicent. Impremta de Francesc Vives Mora. Nuevos procedimientos para el análisis de los tártaros (Fargas) arreglados en el laboratorio químico: (para toda clase de análisis y consultas químicas, preparación de reactivos, 1902.